# 马拉尼昂河畔圣阿马鲁
马拉尼昂河畔圣阿马鲁是巴西马拉尼昂州的一个市镇。总面积1601.164平方公里，总人口11156人，人口密度7人/平方公里。